# جوردان ويليامز
جوردان ويليامز (بالإنجليزية: Jordan Williams؛ مواليد 13 أكتوبر 1990) هو مُقاتل فنون قتالية مختلطة أمريكي.

## وصلات خارجية
- جوردان ويليامز على موقع يو إف سي (الإنجليزية)
- جوردان ويليامز على موقع شيردوغ (الإنجليزية)